# 杀手7
《杀手7》是一款由草蜢工作室开发并由卡普空发行在任天堂GameCube和PlayStation 2平台上的动作冒险游戏。
本作原为卡普空为任天堂GameCube平台定制的“独占五连发”系列作品之一，后由于本作开发进度缓慢以及任天堂GameCube的表现疲软，最后改为任天堂GameCube与PlayStation 2双平台发售。本作由須田剛一领衔的草蜢工作室开发，须田刚一本人担任导演，剧本，设定等多个要职；本作的制作人由时任卡普空第四开发部部长三上真司与日后成就《战国BASARA》系列的小林裕幸担当，而三上真司也参与了本剧的工作。